# Companhia Privilegiada do Bornéu do Norte

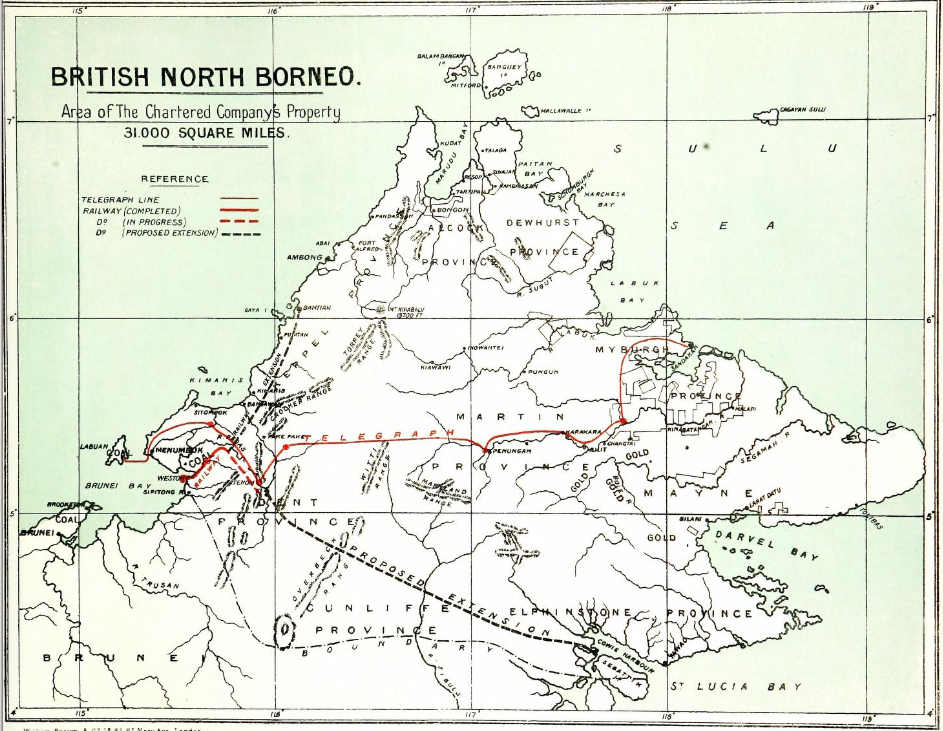
Área da propriedade da CPBN.

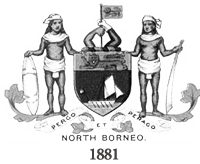
Logótipo da CPBN.

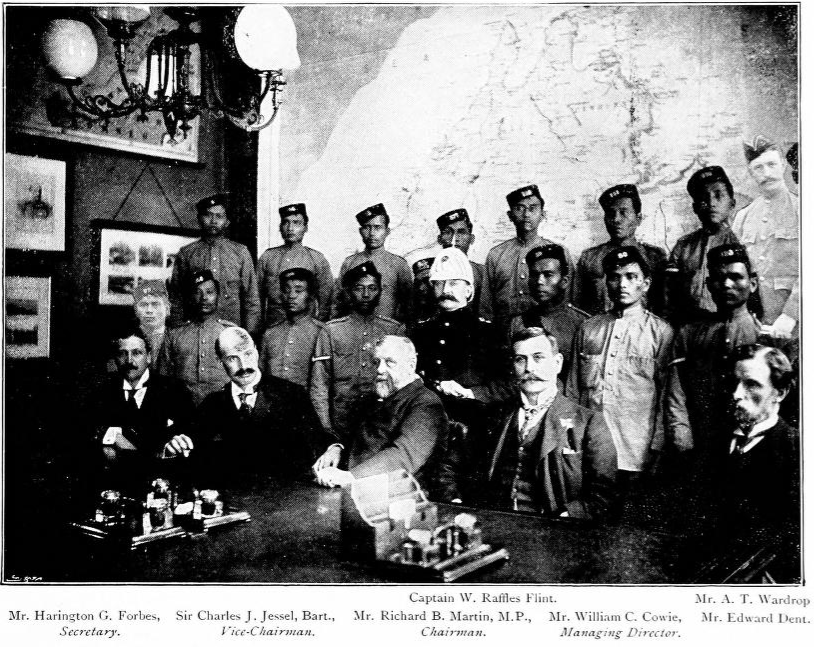
A direção da CPBN.

A Companhia Privilegiada do Bornéu do Norte ou Companhia Britânica do Bornéu do Norte (em inglês:  North Borneo Chartered Company ou British North Borneo Company) foi uma companhia privilegiada à qual foi concedida a administração do Bornéu do Norte (hoje Sabah, na Malásia) em agosto de 1881. Bornéu do Norte tornou-se um protetorado do Império Britânico com os assuntos internos a serem geridos pela companhia até 1946, quando se tornou uma colónia da coroa (Crown Colony) do Bornéu do Norte Britânico. O lema era Pergo et Perago (latim), que significa "cumpro e consigo". O primeiro chairman foi Alfred Dent.

## Presidentes da Companhia
O líder da Companhia era o presidente do coletivo da direção, que desde 1910 foi oficialmente designado como Presidente:
| Chairman da British North Borneo Chartered Company    |                          |
| 1882 - 1893                                           | Sir Rutherford Alcock    |
| 1893 - 1903                                           | Richard Biddulph Martin  |
| 1903 - 1909                                           | Sir Charles James Jessel |
| 1909 - 14-9-1910                                      | William Clarke Cowie     |
| Presidentes da British North Borneo Chartered Company |                          |
| 1910 - 1926                                           | Sir Joseph West Ridgeway |
| 3-02-1926 - 15-07-1946                                | Sir Neill Malcolm        |